# Ушков, Константин Вячеславович
Константи́н Вячесла́вович Ушко́в (2 августа 1977, Свердловск-45, СССР) — российский, а позже киргизский, пловец, серебряный призёр Олимпийских игр. Заслуженный мастер спорта России.

## Карьера
На Олимпиаде в Атланте Константин участвовал в предварительном заплыве эстафеты 4×100 метров вольным стилем. В финале Роман Егоров, Александр Попов, Владимир Предкин и Владимир Пышненко выиграли серебро, которое также получили участники квалификационных заплывов — Денис Пиманков и Константин Ушков.
На следующих Олимпийских играх Ушков выступал за команду Кыргызстана. Он участвовал в предварительном заплыве на 100 метров баттерфляем, а также в эстафетах 4×100 метров вольным стилем и комбинированной 4×100.